# Megophrys dringi
Megophrys dringi е вид жаба от семейство Megophryidae. Видът е почти застрашен от изчезване.

## Разпространение
Разпространен е в Бруней и Малайзия.

## Описание
Популацията на вида е стабилна.